# Post-keynésianisme
Ne doit pas être confondu avec Nouvelle économie keynésienne ou Néokeynésianisme.
Le post-keynésianisme est un courant de pensée économique développé à partir des années 1930 en Angleterre et aux États-Unis. Il se présente comme le courant le plus proche des idées originales de John Maynard Keynes.

## Vue d'ensemble

### Identité et courants
Les post-keynésiens ne sont pas un ensemble homogène d'économistes, mais plutôt une constellation d'auteurs qui, à partir d'un socle d'idées communes relativement stable (incertitude radicale, analyse circuitiste, endogénéité de la monnaie, ...), ont développé des idées différentes. 
Il ne faut pas confondre les post-keynésiens avec la nouvelle économie keynésienne, école de pensée contemporaine et concurrente, qui allie une perspective néokeynésienne et néo-classique. 
Les distinctions entre les courants au sein du post-keynésiens sont changeantes et mouvantes du fait de l'absence de formalisation des familles de pensée de cette école. On distingue les keynésiens de longue période comme Roy Forbes Harrod et Evsey Domar ; les keynésiens du chapitre XII comme G. L. S. Schackle ; la macroéconomie kaleckienne qui part d'une synthèse entre le marxisme et le keynésianisme (Michal Kalecki) ; l'école de Cambridge ou post-cambridgiens (Nicholas Kaldor, Joan Robinson, Michal Kalecki, Piero Sraffa) ; l'école du circuit (Frédéric Poulon, Schmitt, Barrère, Marc Lavoie, Bernard Vallageas), qui schématise la circulation de la monnaie sous forme d'un circuit ;les post-keynésiens américains: Paul Davidson, Hyman Minsky, Sidney Weintraub.

### Développements
De 1930 à 1950, les deux principaux auteurs du post-keynésianisme sont Keynes et Kalecki. Ils donnent aux post-keynésiens leurs premiers outils et concepts. Les thèmes abordés par l'école sont alors la demande effective, la détermination de l'emploi et du revenu, ainsi que le chômage involontaire. De 1950 à 1970, les héritiers directs de Keynes (notamment anglais et italiens) se rassemblent à Cambridge et explorent des modèles, tels que le modèle de croissance et de répartition Kaldor-Pasinetti et Robinson. Le principe de la demande effective est étendu au long terme. La controverse des deux Cambridge a lieu.
L'école poursuit sa croissance entre 1970 et 1985 en s'institutionnalisant : le Cambridge Journal of Economics est créé en 1977, puis le Journal of Post-Keynesian Economics en 1978. Le thème le plus abordé par les recherches post-keynésiennes à cette époque sont la théorie de la firme et la théorie des prix.
De 1985 à 2000, Minsky est retrouvé et réétudié. Des manuels de référence sont publiés par des post-keynésiens. L'instabilité financière, l'endogénéité de la monnaie, font partie des sujets les plus abordés. Un modèle de croissance et de répartition de seconde génération (Kalecki-Steindl) est développé.
À partir des années 2000, le post-keynésianisme s'ouvre à de nouveaux thèmes, comme l'écologie, et fait son tournant empirique. La Review of Keynesian Economics est lancée en 2012. L'école se fait plus prescriptive, et analyse les régimes de croissance et le phénomène de financiarisation. Elle a recours plus qu'avant à l'économétrie.

## Fonds théorique

### Réalisme
En tant qu'école hétérodoxe, l'école post-keynésienne se différencie de toute théorie mainstream en adoptant des positions nettes au sujet de son épistémologie. Les post-keynésiens se refusent à l'instrumentalisme, c'est-à-dire que les hypothèses qu'ils utilisent doivent être les plus réalistes possibles. Il ne s'agit pas d'utiliser des hypothèses fausses sous prétexte qu'elles auraient une fonction prédictive, mais d'utiliser des postulats réalistes pour obtenir des résultats conformes au réel.
Ces économistes n'utilisent donc pas les hypothèses de rationalité absolue ou limitée.

### Incertitude radicale
Les post-keynésiens s'appuient sur le contexte d'incertitude radicale pour rejeter les modélisations économiques qui se basent sur un comportement unique et maximisateur des agents économiques. Il s'agit d'un point d'achoppement majeur avec le néoclassicisme.

### Autonomie de la macroéconomie
Les post-keynésiens affirment une approche holiste, et non individualiste, de l'économie. S'ils ne rejettent pas nécessairement toute forme de microéconomie, ils fonctionnent sur des bases macroéconomiques. Ainsi, Frédéric Poulon affirme la possibilité d'une macro-économie autonome par rapport à la micro-économie, et revendique un domaine d'analyse et de réflexion propre à la macro-économie, qui ne se résume pas toutefois à une simple « comptabilité nationale ».

### Objets d'analyse
Ce courant de pensée ne vise pas, comme l'école néoclassique, à résoudre des problèmes liés à l'allocation des ressources rares. Le post-keynésianisme place au centre de son analyse les problèmes de production, de reproduction, de croissance et de circulation des marchandises, des revenus et de la monnaie.

## Thèses

### Monnaie et inflation
Les post-keynésiens considèrent la monnaie comme endogène. L'inflation est dès lors analysée d'un point de vue de la poussée des coûts (inflation par la demande), et non du point de vue l'augmentation de la masse monétaire (théorie quantitative de la monnaie). 

### Chômage
Le chômage est interprété, non pas comme une conséquence d'un coût du travail trop élevé, mais comme un déficit de demande effective de la part des entrepreneurs.

### Croissance
Les post-keynésiens se sont basés sur le modèle de Harrod-Domar pour interpréter la croissance en tant que phénomène déséquilibré. La croissance n'est, pour les post-keynésiens, jamais sur un sentier vertueux de croissance stable et équilibrée. Aucune force endogène au système économique ne permet de stabiliser les fluctuations.

## Économistes Post-Keynésiens
Principaux économistes post-keynésiens de la première et de la deuxième génération après Keynes:
- Marc Lavoie
- Donald J. Harris
- Nicholas Kaldor
- Michał Kalecki
- Augusto Graziani
- Steve Keen
- Abba P. Lerner
- Hyman Minsky
- Joan Robinson
- Fernando Vianello
- William Vickrey
- Edwin Le Héron